# Dulongsche Verbandsformel
Die Dulong’sche Verbandsformel ist eine Methode zur Bestimmung des unteren Heizwertes (heute Heizwert) anhand der Elementaranalyse eines Brennstoffes und einer empirisch bestimmten Formel. 

## Vorgehen
In Brennstoffen, insbesondere in den vielfältigen Kohlen, sind die folgenden Elemente und Bestandteile enthalten, deren Masseanteile (etwa kg je kg Brennstoff) sich entsprechend zu Eins addieren:
{\displaystyle {\text{Kohlenstoff}}\,(c)+{\text{Wasserstoff}}\,(h)+{\text{Sauerstoff}}\,(o)+{\text{Schwefel}}\,(s)+{\text{Stickstoff}}\,(n)+{\text{Wasser}}\,(w)+{\text{Asche}}\,(a)=1}
Beruhend auf den Heizwerten der einzelnen Bestandteile wurde von Pierre Louis Dulong die Verbandsformel zur näherungsweisen Bestimmung des Heizwertes {\displaystyle H_{\mathrm {u} }} in MJ/kg (auch unterer Heizwert genannt) abgeleitet:
{\displaystyle H_{\mathrm {u} }=33{,}9\cdot c+121{,}4\cdot (h-o/8)+10{,}5\cdot s-2{,}44\cdot w}
Unter Verwendung experimentell bestimmter Heizwerte hat Werner Boie diese Formel modifiziert:
{\displaystyle H_{\mathrm {u} }=34{,}8\cdot c+93{,}9\cdot h-10{,}8\cdot o+10{,}5\cdot s+6{,}3\cdot n-2{,}44\cdot w}
Bei der Bestimmung des unteren Heizwertes geht man von chemischen Standardbedingungen (25 °C, 101,325 kPa) für Brennstoff und Luft sowie der Reaktionsprodukte nach ihrer Abkühlung aus, ohne den Wärmegewinn durch Wasserdampfkondensation zu berücksichtigen. Unter Berücksichtigung der Kondensationsenthalpie des Wasserdampfes errechnet sich der Brennwert oder obere Heizwert zu
{\displaystyle H_{\mathrm {o} }=H_{\mathrm {u} }+m_{\mathrm {w} }\cdot r_{\mathrm {o} }(\vartheta _{\mathrm {o} })}
wobei {\displaystyle m_{\mathrm {w} }} den Masseanteil des Wassers im Abgas bezogen auf die eingesetzte Brennstoffmasse darstellt. Er ergibt sich aus dem Wassergehalt im Brennstoff und dem aus der Verbrennung des Wasserstoffanteils {\displaystyle h} entstehenden Wasserdampf.
{\displaystyle m_{\mathrm {w} }=9\cdot h+w}
Die Verdampfungsenthalpie ist mit {\displaystyle r_{\mathrm {o} }=2442\,\mathrm {kJ/kg} } einzusetzen.
Je geringer der Wasser- und Wasserstoffgehalt der Brennstoffe sind, desto geringer werden die Unterschiede zwischen Brennwert und unterem Heizwert.